# Потаміус
Потаміус або Потамій (грец. Ποτάμιος, эт. 343—360), також відомий як Потамій Лісабонський, був першим зареєстрованим єпископом міста Лісабона. Ймовірно, він народився в Лісабоні, враховуючи, що іберійські громади в той час зазвичай обирали своїх громадян єпископами. Він був учасником Сірмійської ради 357 року, на якій захищав аріанство. Він є другим найдавнішим християнським прозаїком Піренейського півострова, першим був Хосій Кордубський.

## Контекст
Історичні свідчення про християнську присутність на Піренейському півострові є мізерними й відсутніми в деталях.. Синод Ельвіри підтверджує присутність християн в Іберії десь між 295 і 314 роками і дозволяє вченим оцінити існування 41 християнської громади в Іберії на той час, з Hispania Baetica та Carthaginiensis як найбільш християнізованими провінціями.
Родріго да Кунья розмістив перші християнські громади в Лісабоні між 36 і 106 рр. н. е. і вважав Потаміуса- п'ятим єпископом (першим був Мантій Еворський), але ця точка зору не відповідала науковій суворості. Святі мученики Лісабонські (303 р. н. е.), під час переслідувань Діоклетіаном, можуть засвідчити присутність християн на початку 4 століття нашої ери, хоча перші документи про події святих мучеників датуються лише ІХ століттям. Синод Ельвіри згадує наявність трьох лузитанських єпархій: Ебора, Оссоноба та Меріда.
У 318 або 319 році Арій заснував аріанство, заперечуючи тринітаризм, стверджуючи, що існування Ісуса не було вічним і що його сутність не була рівною Божій. У 325 р. римський імператор Костянтин скликав Перший Нікейський собор на чолі з Хосієм Кордубським, на якому аріанство було рішуче відкинуто, а Арій вигнаний Костянтином. Пізніше аріанству вдалося повернути деяке значення в Римській імперії, здебільшого завдяки діям Євсевія Нікомедійського та його (успішним) спробам вигнання нікейського Афанасія Олександрійського. Після смерті Костянтина в 337 р. Римська імперія розпалася на трьох його синів Костянтина II, Константа і Констанція II, з яких останній був найбільш прихильним до аріанства. Костянтин II помирає в 340 році, а Констанс у 350 році, залишаючи Римську імперію Констанцію II з 353 року.

## Аріанізм
Не так багато можна сказати про Потаміуса до 355 року. На той час відомо, що Потаміус був єпископом Лісабону і перейшов з католицизму в аріанство. Вчені погоджуються, що Потамій не був присутній на Раді Сірмію в 351 році, коли послідовники Євсевія Нікомедійського випустили помірну професію аріанства, відому як Перша формула Сірмію. Невідомо, чи був він присутній на Арльському соборі 353 року та Міланському соборі 355 року. У 357 році Потамій разом з Євсевієм засудив помірковану позицію Папи Ліберія, бажаючи висловити недвозначну проаріанську позицію.
У 357 році Потьомій бере участь у Сірмійській раді. Ця рада відбулася в той час, коли в аріанстві існували дві тенденції: гомоусіанство (яке стверджує, що Ісус має подібну сутність, як і Бог) і аномеїстичне (яке стверджує, що жоден з Ісусів не має такої самої чи подібної сутності, як Боже). Сірмійський собор 357 р. рішуче підтримав аномею, відповідно до поглядів Урсакія, Валента та Потьомія. Насправді повідомляється, що Потьомій відіграв важливу роль у розвитку аріанства на Соборі 357 року та в розробці проаномної Другої Формули Сірмію, яка виникла в результаті цього. Невідомо, чи був Потамій частиною Арімінського собору (359 р.), але його Epistula ad Athanasium записується як написана після собору в 360 р., і воно містить напрочуд сильне антиаріанське послання лише через 5 років після його навернення до аріанства.
У книзі, опублікованій у 383 або 384 (Libellus precum ad Imperatores) люциферіанцями, говориться, що Потамій отримав віллу від Констанція II як нагороду за прийняття аріанства, але потім помер, пробираючись до неї. Цей звіт не вважається історично дійсним, але разом з датою Ad Athanasium використовується для побудови діапазону можливих дат смерті Потамія, які в цьому підході розміщуються між 360 і 384 роками.
Існує багато поглядів на аріанство Потамія:
- Деякі вчені, серед яких Андре Вільмарт, стверджують, що Потамій спочатку був католиком, а потім, приблизно в 357 році, навернувся до аріанства. З цієї точки зору, дата Ad Athanasium має передувати 360.
- Інші, серед них Енріке Флорес, стверджують, що Потамій не був аріанцем і був звинувачений у наверненні до аріанства, оскільки він просто був присутній на Раді Сірмію в 357 році.
- Помірний підхід стверджує, що Потамій дійсно мав аріанську фазу, але знову навернувся до католицизму близько 360 року.
- Треті припускають, що Потамій лише навернувся до аріанства, щоб уникнути вигнання, що сталося з Іларієм Пуатьє, Афанасієм Олександрійським і Папою Ліберієм.

## Роботи
Нижче наведено роботи Потаміуса, які збереглися (усі з католицьким підходом):
- Де Лазаро
- De Martyrio Isaiae Prophetae
- Epistula ad Athanasium
- Epistula de Substantia Patris et Filii et Spiritus Sancti

Ці твори були помилково приписані іншим письменникам. Де Лазара приписували Іоанну Златоусту, а також Зенону з Верони (Де Ісая також приписували Зенону). Дві Епістули були приписані Ієроніму. Люк д'Ашері в 1657 році був першим вченим, який ідентифікував католицькі твори Потаміуса, коли приписував Потамію Epistula ad Athanasium. Джироламо і П'єтро Баллеріні в 1739 році помітили схожість між Де Лазаро і Де Ісая з Epistula ad Athanasium, але приписували їх другому Потамію, який не був єпископом Лісабона. Приблизно в 1769 році Андреа Галланді нарешті приписав ці дві роботи Потамію Лісабонського. Epistula de Substantia було ідентифіковано лише в 1912 році Андре Вілмартом.